# ENECO Tour 2008
| Gesamtwertung | José Iván Gutiérrez  | GCE | 26:27:07 h |
| 02.           | Sébastien Rosseler   | QST | + 0:04 min |
| 03.           | Michael Rogers       | THR | + 0:07 min |
| 04.           | Stijn Devolder       | QST | + 0:13 min |
| 05.           | André Greipel        | THR | + 0:14 min |
| 06.           | Joost Posthuma       | RAB | + 0:39 min |
| 07.           | Servais Knaven       | THR | + 0:48 min |
| 08.           | Bram Tankink         | RAB | + 0:51 min |
| 09.           | Jürgen Roelandts     | SIL | + 0:54 min |
| 10.           | Piet Rooyakkers      | SKS | + 1:02 min |
| Punktwertung  | Jürgen Roelandts     | SIL | 113 P.     |
| 2.            | André Greipel        | THR | 105 P.     |
| 3.            | Edvald Boasson Hagen | THR | 104 P.     |
| Teamwertung   | Team Columbia        | COL | 79:22:09 h |
| 2.            | Quick Step           | QST | + 0:59 min |
| 3.            | Rabobank             | RAB | + 1:52 min |

Die 4. Eneco Tour fand vom 20. bis 27. August 2008 statt.
Das einwöchige Rad-Etappenrennen bestand aus einem Prolog und sieben Etappen. Die Gesamtdistanz betrug 1122 Kilometer. Der Prolog und die ersten drei Etappen führten durch die Niederlande. Im Verlauf der vierten Etappe, die im niederländischen Terneuzen startete und im belgischen Ardooie endete, fand der Wechsel nach Belgien statt, wo der übrige Teil der Rundfahrt verlief. Die Rundfahrt ist Teil der Rennserie UCI ProTour 2008.
José Iván Gutiérrez konnte seinen Sieg 2007 wiederholen. Die Punktwertung gewann Jürgen Roelandts. Die Bergtrophäe gewann Floris Goesinnen.

## Teilnehmerfeld
Es nahmen alle 18 UCI ProTeams - und 2 Professional Continental Teams teil. Die Wildcards erhielten Cycle Collstrop und Skil-Shimano. Die maximale Fahreranzahl pro Team betrug 8 Fahrer. Genau wie 2007 nominierten einige Teams weniger Fahrer, somit starteten nur 151 Fahrer die Rundfahrt. Astana, Bouygues Télécom, Cofidis und Euskaltel-Euskadi begannen mit 7 Fahrern, Team Gerolsteiner mit 6 und Lampre nominierte nur 5 Fahrer.
| - 01: José Iván Gutiérrez - 02: Francisco Pérez - 03: Arnaud Coyot - 04: Mathieu Drujon - 05: Joan Horrach - 06: Marlon Pérez Arango - 07: Nicolas Portal - 08: Luis León Sánchez Gil |

| - 11: Leif Hoste - 12: Glenn D’Hollander - 13: Francis De Greef - 14: Wim De Vocht - 15: Bert Roesems - 16: Jürgen Roelandts - 17: Geert Steurs - 18: Maarten Tjallingii |

| - 21: Joost Posthuma - 22: Bram de Groot - 23: Mathew Hayman - 24: Sebastian Langeveld - 25: Tom Leezer - 26: Gerben Löwik - 27: Michiel Elijzen - 28: Bram Tankink |

| - 31: Tom Boonen - 32: Wilfried Cretskens - 33: Steven de Jongh - 34: Stijn Devolder - 35: Kevin Hulsmans - 36: Sébastien Rosseler - 37: Gert Steegmans - 38: Maarten Wynants |

| - 41: Sergei Iwanow - 42: nicht vergeben - 43: Koen de Kort - 44: Thomas Frei - 45: Benoît Joachim - 46: Aaron Kemps - 47: Steve Morabito - 48: Berik Kupeschow |

| - 51: Michael Rogers - 52: Edvald Boasson Hagen - 53: John Devine - 54: André Greipel - 55: Roger Hammond - 56: Andreas Klier - 57: Servais Knaven - 58: Marcel Sieberg |

| - 61: Sebastian Siedler - 62: Roy Curvers - 63: David Deroo - 64: Floris Goesinnen - 65: Piet Rooijakkers - 66: Kenny van Hummel - 67: Tom Veelers - 68: Robert Wagner |

| - 71: Robert Förster - 72: Thomas Fothen - 73: Sven Krauß - 74: nicht vergeben - 75: Stephan Schreck - 76: Heinrich Haussler - 77: Fabian Wegmann - 78: nicht vergeben |

| - 81: Markus Eichler - 82: Luca Barla - 83: Artur Gajek - 84: Dennis Haueisen - 85: Fabio Sabatini - 86: Enrico Poitschke - 87: Elia Rigotto - 88: Marco Velo |

| - 91: Daniele Bennati - 92: Maciej Bodnar - 93: Francesco Chicchi - 94: Claudio Corioni - 95: Alberto Curtolo - 96: Mauro Da Dalto - 97: Enrico Franzoï - 98: Frederik Willems |

| - 101: David Kopp - 102: Borut Božič - 103: Sergei Rudaskow - 104: Michał Gołaś - 105: Sergey Lagutin - 106: Marco Marcato - 107: Matthé Pronk - 108: Mirko Selvaggi |

| - 111: Simon Gerrans - 112: Jimmy Engoulvent - 113: Angelo Furlan - 114: Jeremy Hunt - 115: Christophe Kern - 116: Cyril Lemoine - 117: Julien Simon - 118: Yannick Talabardon |

| - 121: Jurij Kriwzow - 122: Christophe Edaleine - 123: Jean-Patrick Nazon - 124: Laurent Mangel - 125: Cédric Pineau - 126: Jean-Charles Sénac - 127: Stéphane Poulhies - 128: Stijn Vandenbergh |

| - 131: Philippe Gilbert - 132: Mickaël Delage - 133: Timothy Gudsell - 134: Jauheni Hutarowitsch - 135: Gianni Meersman - 136: Jérôme Coppel - 137: Yoann Offredo - 138: Jelle Vanendert |

| - 141: Samuel Dumoulin - 142: Alexandre Blain - 143: Florent Brard - 144: Frank Høj - 145: Damien Monier - 146: Rein Taaramäe - 147: Romain Villa - 148: nicht vergeben |

| - 151: Rubens Bertogliati - 152: Raúl Alarcón - 153: Raivis Belohvoščiks - 154: Eros Capecchi - 155: Ermanno Capelli - 156: Jesús Del Nero - 157: Denis Flahaut - 158: Luciano Pagliarini |

| - 161: Matti Breschel - 162: Lars Bak - 163: Jurgen Van Goolen - 164: Matthew Goss - 165: Juan José Haedo - 166: Kasper Klostergård - 167: Anders Lund - 168: André Steensen |

| - 171: Fabio Baldato - 172: Sylwester Szmyd - 173: nicht vergeben - 174: Matteo Bono - 175: nicht vergeben - 176: nicht vergeben - 177: Andrea Grendene - 178: Daniele Righi |

| - 181: Aurélien Clerc - 182: Olivier Bonnaire - 183: Mathieu Claude - 184: Nicolas Crosbie - 185: nicht vergeben - 186: Yohann Gène - 187: Franck Renier - 188: Sébastien Turgot |

| - 191: Aitor Hernández - 192: Josu Agirre - 193: Beñat Albizuri - 194: Francisco Javier Aramendia - 195: Dionisio Galparsoro - 196: Andoni Lafuente - 197: nicht vergeben - 198: Gorka Verdugo |

## Etappen

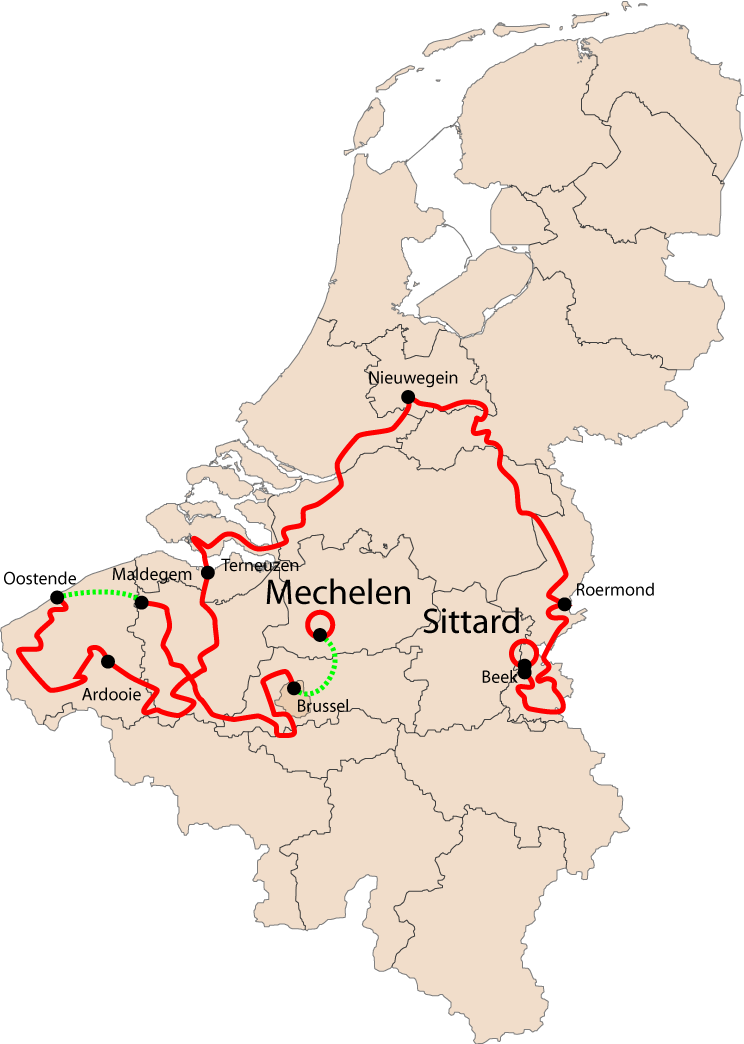
Streckenverlauf Eneco Tour 2008
Der Start erfolgt in Sittard (Niederlande), die Strecke führt Richtung Westen nach Belgien bis Ostende, danach geht es in östlicher Richtung zum Schlussort Mechelen.

### Übersicht
| Etappe    | Tag        | Start–Ziel           | km    | Etappensieger        | Gesamtwertung       |
| --------- | ---------- | -------------------- | ----- | -------------------- | ------------------- |
| Prolog    | 20. August | Sittard–Geleen (EZF) | 04,4  | José Iván Gutiérrez  | José Iván Gutiérrez |
| 1. Etappe | 21. August | Beek–Roermond        | 173,8 | Tom Boonen           | José Iván Gutiérrez |
| 2. Etappe | 22. August | Roermond–Nieuwegein  | 173,2 | André Greipel        | José Iván Gutiérrez |
| 3. Etappe | 23. August | Nieuwegein–Terneuzen | 185,9 | Daniele Bennati      | Daniele Bennati     |
| 4. Etappe | 24. August | Terneuzen–Ardooie    | 213,0 | Tom Boonen           | André Greipel       |
| 5. Etappe | 25. August | Ardooie–Ostende      | 167,0 | Carlo Westphal       | André Greipel       |
| 6. Etappe | 26. August | Maldegem–Brüssel     | 186,0 | Edvald Boasson Hagen | André Greipel       |
| 7. Etappe | 27. August | Mechelen (EZF)       | 018,8 | Raivis Belohvoščiks  | José Iván Gutiérrez |

### Prolog: Sittard–Geleen
|    | Fahrer               | Nation     | Team | Zeit         |
| -- | -------------------- | ---------- | ---- | ------------ |
| 1. | José Iván Gutiérrez  | Spanien    | GCE  | 5:31 min     |
| 2. | Cyril Lemoine        | Frankreich | C.A  | gleiche Zeit |
| 3. | Edvald Boasson Hagen | Norwegen   | THR  | + 0:01 min   |
| 4. | Sébastien Rosseler   | Belgien    | QST  | + 0:03 min   |
| 5. | Michael Rogers       | Australien | THR  | + 0:04 min   |

|    | Fahrer               | Nation     | Team | Zeit         |
| -- | -------------------- | ---------- | ---- | ------------ |
| 1. | José Iván Gutiérrez  | Spanien    | GCE  | 5:31 min     |
| 2. | Cyril Lemoine        | Frankreich | C.A  | gleiche Zeit |
| 3. | Edvald Boasson Hagen | Norwegen   | THR  | + 0:01 min   |
| 4. | Sébastien Rosseler   | Belgien    | QST  | + 0:03 min   |
| 5. | Michael Rogers       | Australien | THR  | + 0:04 min   |

Cyril Lemoine startete früh in den Prolog über 4,4 km. Auf trockener Strecke fuhr er Bestzeit. Später fing es an zu regnen. Die Zeitfahrspezialisten Stijn Devolder, Leif Hoste, Michael Rogers und Joost Posthuma konnten Lemoines Zeit nicht unterbieten. Nur der Titelverteidiger José Iván Gutiérrez war schnell. Drei Belgier platzierten sich unter den besten Zehn. Der einzige Niederländer in der Top Ten war Koen de Kort auf Rang sechs.

### 1. Etappe: Beek–Roermond
|    | Fahrer            | Nation      | Team | Zeit         |
| -- | ----------------- | ----------- | ---- | ------------ |
| 1. | Tom Boonen        | Belgien     | QST  | 4:16:17 h    |
| 2. | Daniele Bennati   | Italien     | LIQ  | gleiche Zeit |
| 3. | Fabio Sabatini    | Italien     | MRM  | gleiche Zeit |
| 4. | Jürgen Roelandts  | Belgien     | SIL  | gleiche Zeit |
| 5. | Heinrich Haussler | Deutschland | GST  | gleiche Zeit |

|    | Fahrer               | Nation     | Team | Zeit       |
| -- | -------------------- | ---------- | ---- | ---------- |
| 1. | José Iván Gutiérrez  | Spanien    | GCE  | 4:21:46 h  |
| 2. | Cyril Lemoine        | Frankreich | C.A  | + 0:02 min |
| 3. | Edvald Boasson Hagen | Norwegen   | THR  | + 0:03 min |
| 4. | Sébastien Rosseler   | Belgien    | QST  | + 0:05 min |
| 5. | Michael Rogers       | Australien | THR  | + 0:06 min |

|    | Fahrer          | Nation      | Team | Zeit  |
| -- | --------------- | ----------- | ---- | ----- |
| 1. | Tom Boonen      | Belgien     | QST  | 30 P. |
| 2. | Daniele Bennati | Italien     | LIQ  | 25 P. |
| 3. | Bram Tankink    | Niederlande | RAB  | 24 P. |

### 2. Etappe: Roermond–Nieuwegein
|    | Fahrer           | Nation      | Team | Zeit         |
| -- | ---------------- | ----------- | ---- | ------------ |
| 1. | André Greipel    | Deutschland | THR  | 3:51:31 h    |
| 2. | Juan José Haedo  | Argentinien | CSC  | gleiche Zeit |
| 3. | Robert Förster   | Deutschland | GST  | gleiche Zeit |
| 4. | Kenny van Hummel | Niederlande | SKS  | gleiche Zeit |
| 5. | Tom Boonen       | Belgien     | QST  | gleiche Zeit |

|    | Fahrer               | Nation      | Team | Zeit       |
| -- | -------------------- | ----------- | ---- | ---------- |
| 1. | José Iván Gutiérrez  | Spanien     | GCE  | 8:13:17 h  |
| 2. | Edvald Boasson Hagen | Norwegen    | THR  | + 0:00 min |
| 3. | Cyril Lemoine        | Frankreich  | C.A  | + 0:01 min |
| 4. | André Greipel        | Deutschland | THR  | + 0:02 min |
| 5. | Sébastien Rosseler   | Belgien     | QST  | + 0:05 min |

|    | Fahrer               | Nation   | Team | Zeit  |
| -- | -------------------- | -------- | ---- | ----- |
| 1. | Tom Boonen           | Belgien  | QST  | 47 P. |
| 2. | Edvald Boasson Hagen | Norwegen | THR  | 38 P. |
| 3. | Jürgen Roelandts     | Belgien  | SIL  | 37 P. |

### 3. Etappe: Nieuwegein–Terneuzen
|    | Fahrer           | Nation      | Team | Zeit         |
| -- | ---------------- | ----------- | ---- | ------------ |
| 1. | Daniele Bennati  | Italien     | LIQ  | 4:46:08 h    |
| 2. | Tom Boonen       | Belgien     | QST  | gleiche Zeit |
| 3. | Jürgen Roelandts | Belgien     | LOT  | gleiche Zeit |
| 4. | Kenny van Hummel | Niederlande | SKS  | gleiche Zeit |
| 5. | Borut Božič      | Slowenien   | COS  | gleiche Zeit |

|    | Fahrer               | Nation      | Team | Zeit       |
| -- | -------------------- | ----------- | ---- | ---------- |
| 1. | Daniele Bennati      | Italien     | LIQ  | 12:59:21 h |
| 2. | Edvald Boasson Hagen | Norwegen    | THR  | + 0:01 min |
| 3. | André Greipel        | Deutschland | THR  | + 0:04 min |
| 4. | José Iván Gutiérrez  | Spanien     | GCE  | + 0:04 min |
| 5. | Cyril Lemoine        | Frankreich  | C.A. | + 0:05 min |

|    | Fahrer           | Nation  | Team | Zeit  |
| -- | ---------------- | ------- | ---- | ----- |
| 1. | Tom Boonen       | Belgien | QST  | 72 P. |
| 2. | Jürgen Roelandts | Belgien | SIL  | 59 P. |
| 3. | Daniele Bennati  | Italien | LIQ  | 55 P. |

### 4. Etappe: Terneuzen–Ardooie
|    | Fahrer               | Nation      | Team | Zeit         |
| -- | -------------------- | ----------- | ---- | ------------ |
| 1. | Tom Boonen           | Belgien     | QST  | 5:00:35 h    |
| 2. | Kenny van Hummel     | Niederlande | SKS  | gleiche Zeit |
| 3. | Edvald Boasson Hagen | Norwegen    | THR  | gleiche Zeit |
| 4. | Borut Božič          | Slowenien   | COS  | gleiche Zeit |
| 5. | Matti Breschel       | Danemark    | CSC  | gleiche Zeit |

|    | Fahrer               | Nation      | Team | Zeit       |
| -- | -------------------- | ----------- | ---- | ---------- |
| 1. | André Greipel        | Deutschland | THR  | 17:59:51 h |
| 2. | Edvald Boasson Hagen | Norwegen    | THR  | + 0:02 min |
| 3. | Tom Boonen           | Belgien     | QST  | + 0:07 min |
| 4. | José Iván Gutiérrez  | Spanien     | GCE  | + 0:09 min |
| 5. | Cyril Lemoine        | Frankreich  | C.A. | + 0:10 min |

|    | Fahrer           | Nation      | Team | Zeit   |
| -- | ---------------- | ----------- | ---- | ------ |
| 1. | Tom Boonen       | Belgien     | QST  | 102 P. |
| 2. | Kenny van Hummel | Niederlande | SKS  | 75 P.  |
| 3. | Jürgen Roelandts | Belgien     | SIL  | 74 P.  |

### 5. Etappe: Ardooie–Ostende
|    | Fahrer               | Nation       | Team | Zeit         |
| -- | -------------------- | ------------ | ---- | ------------ |
| 1. | Carlo Westphal       | Deutschland  | GST  | 3:57:38 h    |
| 2. | Jauheni Hutarowitsch | Belarus 1995 | FDJ  | gleiche Zeit |
| 3. | Borut Božič          | Slowenien    | COS  | gleiche Zeit |
| 4. | André Greipel        | Deutschland  | THR  | gleiche Zeit |
| 5. | Jürgen Roelandts     | Belgien      | SIL  | gleiche Zeit |

|    | Fahrer              | Nation      | Team | Zeit       |
| -- | ------------------- | ----------- | ---- | ---------- |
| 1. | André Greipel       | Deutschland | THR  | 21:57:26 h |
| 2. | José Iván Gutiérrez | Spanien     | GCE  | + 0:11 min |
| 3. | Jürgen Roelandts    | Belgien     | SIL  | + 0:12 min |
| 5. | Sébastien Rosseler  | Belgien     | QST  | + 0:16 min |
| 5. | Michael Rogers      | Australien  | THR  | + 0:18 min |

|    | Fahrer           | Nation      | Team | Zeit  |
| -- | ---------------- | ----------- | ---- | ----- |
| 1. | Jürgen Roelandts | Belgien     | SIL  | 96 P. |
| 2. | André Greipel    | Deutschland | THR  | 86 P. |
| 3. | Kenny van Hummel | Niederlande | SKS  | 75 P. |

### 6. Etappe: Maldegem–Brüssel
|    | Fahrer               | Nation      | Team | Zeit         |
| -- | -------------------- | ----------- | ---- | ------------ |
| 1. | Edvald Boasson Hagen | Norwegen    | THR  | 4:07:20 h    |
| 2. | Jimmy Engoulvent     | Frankreich  | C.A. | gleiche Zeit |
| 3. | Sergei Iwanow        | Russland    | AST  | gleiche Zeit |
| 4. | André Greipel        | Deutschland | THR  | gleiche Zeit |
| 5. | Jürgen Roelandts     | Belgien     | SIL  | gleiche Zeit |

|    | Fahrer              | Nation      | Team | Zeit       |
| -- | ------------------- | ----------- | ---- | ---------- |
| 1. | André Greipel       | Deutschland | THR  | 26:04:46 h |
| 2. | José Iván Gutiérrez | Spanien     | GCE  | + 0:11 min |
| 3. | Jürgen Roelandts    | Belgien     | SIL  | + 0:12 min |
| 5. | Sébastien Rosseler  | Belgien     | QST  | + 0:15 min |
| 5. | Michael Rogers      | Australien  | THR  | + 0:18 min |

|    | Fahrer               | Nation      | Team | Zeit   |
| -- | -------------------- | ----------- | ---- | ------ |
| 1. | Jürgen Roelandts     | Belgien     | SIL  | 113 P. |
| 2. | André Greipel        | Deutschland | THR  | 105 P. |
| 3. | Edvald Boasson Hagen | Norwegen    | THR  | 104 P. |

### 7. Etappe: Mechelen
|    | Fahrer              | Nation     | Team | Zeit       |
| -- | ------------------- | ---------- | ---- | ---------- |
| 1. | Raivis Belohvoščiks | Lettland   | SDV  | 22:02 min  |
| 2. | José Iván Gutiérrez | Spanien    | GCE  | + 0:08 min |
| 3. | Sébastien Rosseler  | Belgien    | QST  | + 0:08 min |
| 4. | Michael Rogers      | Australien | THR  | + 0:08 min |
| 5. | Stijn Devolder      | Belgien    | QST  | + 0:10 min |

## Wertungen im Tourverlauf
| Etappe    | Gesamtklassement    | Punkteklassement | Teamklassement   |
| --------- | ------------------- | ---------------- | ---------------- |
| 1. Etappe | José Iván Gutiérrez | nicht vergeben   | Caisse d’Epargne |
| 2. Etappe | José Iván Gutiérrez | Tom Boonen       | Caisse d’Epargne |
| 3. Etappe | José Iván Gutiérrez | Tom Boonen       | Caisse d’Epargne |
| 4. Etappe | Daniele Bennati     | Tom Boonen       | Caisse d’Epargne |
| 5. Etappe | André Greipel       | Tom Boonen       | Caisse d’Epargne |
| 6. Etappe | André Greipel       | Jürgen Roelandts | Team Columbia    |
| 7. Etappe | André Greipel       | Jürgen Roelandts | Team Columbia    |
| Sieger    | José Iván Gutiérrez | Jürgen Roelandts | Team Columbia    |

- Während der 5. Etappe trug Kenny van Hummel das Punktetrikot, Tom Boonen stieg aus der Rundfahrt aus, um an der Vuelta a España 2008 teilzunehmen.

## Ausgeschiedene Fahrer
Von 151 gestarteten Fahrern beendeten nur 109 die Rundfahrt. Viele Fahrer beendeten die Tour vorzeitig, um an der Vuelta a España 2008 oder der Deutschland Tour 2008 teilzunehmen.
| Etappe | Fahrer              | Team               | Grund             |
| ------ | ------------------- | ------------------ | ----------------- |
| DNF 1. | Dionisio Galparsoro | Euskaltel-Euskadi  | unbekannt         |
| DNF 1  | Steve Morabito      | Astana             | unbekannt         |
| DNS 2. | Gianni Meersman     | Française des Jeux | unbekannt         |
| DNF 2. | André Steensen      | Team CSC-Saxo Bank | unbekannt         |
| DNF 2. | Nicolas Crosbie     | Bouygues Télécom   | unbekannt         |
| DNS 3. | Philippe Gilbert    | Française des Jeux | unbekannt         |
| DNF 4. | Joan Horrach        | Caisse d’Epargne   | unbekannt         |
| DNF 4. | Michiel Elijzen     | Rabobank           | unbekannt         |
| DNF 4. | Stephan Schreck     | Team Gerolsteiner  | unbekannt         |
| DNF 4. | Artur Gajek         | Team Milram        | unbekannt         |
| DNF 4. | Jurij Kriwzow       | ag2r La Mondiale   | unbekannt         |
| DNF 4. | Jean-Patrick Nazon  | ag2r La Mondiale   | unbekannt         |
| DNF 4. | Stéphane Poulhies   | ag2r La Mondiale   | unbekannt         |
| DNF 4. | Juan José Haedo     | Team CSC-Saxo Bank | unbekannt         |
| DNF 4. | Fabio Baldato       | Lampre             | Sturzverletzungen |
| DNS 5. | Glenn D’Hollander   | Silence-Lotto      | unbekannt         |
| DNS 5. | Maarten Tjallingii  | Silence-Lotto      | unbekannt         |
| DNS 5. | Tom Boonen          | Quick Step         | unbekannt         |
| DNS 5. | Thomas Fothen       | Team Gerolsteiner  | unbekannt         |
| DNS 5. | Heinrich Haussler   | Team Gerolsteiner  | unbekannt         |
| DNS 5. | Daniele Bennati     | Liquigas           | unbekannt         |
| DNS 5. | Mickaël Delage}     | Française des Jeux | unbekannt         |
| DNS 5. | Jelle Vanendert     | Française des Jeux | unbekannt         |
| DNS 5. | Matti Breschel      | Team CSC-Saxo Bank | unbekannt         |
| DNS 5. | Jurgen Van Goolen   | Team CSC-Saxo Bank | unbekannt         |
| DNS 5. | Aurélien Clerc      | Bouygues Télécom   | unbekannt         |
| DNS 5. | Olivier Bonnaire    | Bouygues Télécom   | unbekannt         |
| DNF 5. | Mathieu Drujon      | Caisse d’Epargne   | unbekannt         |
| DNF 5. | Claudio Corioni     | Liquigas           | unbekannt         |
| DNF 5. | Enrico Franzoi      | Liquigas           | unbekannt         |
| DNF 5. | Sergey Lagutin      | Cycle Collstrop    | unbekannt         |
| DNF 5. | Jeremy Hunt         | Crédit Agricole    | unbekannt         |
| DNF 5. | Christophe Kern     | Crédit Agricole    | unbekannt         |
| DNF 5. | Cyril Lemoine       | Crédit Agricole    | unbekannt         |
| DNF 5. | Yannick Talabardon  | Crédit Agricole    | unbekannt         |
| DNS 6. | Sebastian Siedler   | Skil-Shimano       | unbekannt         |
| DNS 6. | Dennis Haueisen     | Team Milram        | unbekannt         |

## ProTour-Zwischenstand
Für die ersten drei Fahrer jeder Etappe erhalten 3, 2 und 1 Punkt. Die besten Zehn der Gesamtwertung punkten wie folgt: 50, 40, 35, 30, 25, 20, 15, 10, 5 und 2. Dabei erhalten nur Fahrer der 18 ProTour-Teams Punkte.
|     | Fahrer               | Fahrer       | Team | Punkte |
| --- | -------------------- | ------------ | ---- | ------ |
| 01. | José Iván Gutiérrez  | Spanien      | GCE  | 55     |
| 02. | Sébastien Rosseler   | Belgien      | QST  | 41     |
| 03. | Michael Rogers       | Australien   | THR  | 35     |
| 04. | Stijn Devolder       | Belgien      | QST  | 30     |
| 05. | André Greipel        | Deutschland  | THR  | 28     |
| 06. | Joost Posthuma       | Niederlande  | RAB  | 20     |
| 07. | Servais Knaven       | Niederlande  | THR  | 15     |
| 08. | Bram Tankink         | Niederlande  | RAB  | 10     |
| 09. | Tom Boonen           | Belgien      | QST  | 08     |
| 10. | Jürgen Roelandts     | Belgien      | SIL  | 06     |
| 11. | Daniele Bennati      | Italien      | LIQ  | 05     |
|     | Edvald Boasson Hagen | Norwegen     | THR  | 05     |
| 13. | Raivis Belohvoščiks  | Lettland     | SDV  | 03     |
|     | Carlo Westphal       | Deutschland  | GST  | 03     |
| 15. | Jimmy Engoulvent     | Frankreich   | C.A  | 02     |
|     | Juan José Haedo      | Argentinien  | CSC  | 02     |
|     | Jauheni Hutarowitsch | Belarus 1995 | FDJ  | 02     |
|     | Cyril Lemoine        | Frankreich   | C.A  | 02     |
| 19. | Robert Förster       | Deutschland  | GST  | 01     |
|     | Sergei Iwanow        | Russland     | AST  | 01     |
|     | Fabio Sabatini       | Italien      | MRM  | 01     |

| Platz | Diff. | Fahrer                 | Fahrer      | Team | Punkte |
| ----- | ----- | ---------------------- | ----------- | ---- | ------ |
| 01.   |       | Alejandro Valverde     | Spanien     | GCE  | 123    |
| 02.   |       | Damiano Cunego         | Italien     | LAM  | 104    |
| 03.   |       | Andreas Klöden         | Deutschland | AST  | 096    |
| 04.   |       | Roman Kreuziger        | Tschechien  | LIQ  | 094    |
| 05.   | +1    | André Greipel          | Deutschland | THR  | 090    |
| 06.   | −1    | Cadel Evans            | Australien  | SIL  | 085    |
| 07.   | +5    | Stijn Devolder         | Belgien     | QST  | 080    |
| 08.   | −1    | Alessandro Ballan      | Italien     | LAM  | 060    |
| 09.   | −1    | José Joaquín Rojas Gil | Spanien     | GCE  | 060    |
| 10.   | −1    | Mikel Astarloza        | Spanien     | EUS  | 060    |

| Platz | Diff. | Team                             | Team               | Punkte |
| ----- | ----- | -------------------------------- | ------------------ | ------ |
| 01.   | +1    | Astana                           | Luxemburg          | 178    |
| 02.   | −1    | Caisse d’Epargne                 | Spanien            | 177    |
| 03.   | +1    | Silence-Lotto                    | Belgien            | 139    |
| 04.   | −1    | Team CSC-Saxo Bank               | Danemark           | 138    |
| 05.   | +4    | Rabobank                         | Niederlande        | 133    |
| 06.   | +2    | Liquigas                         | Italien            | 132    |
| 07.   | +3    | Team Columbia                    | Vereinigte Staaten | 131    |
| 08.   | −3    | Scott-American Beef              | Spanien            | 129    |
| 09.   | −2    | Française de Jeux                | Frankreich         | 127    |
| 10.   | −4    | Euskaltel-Euskadi                | Spanien            | 124    |
| 11.   | +3    | Quick Step                       | Belgien            | 123    |
| 12.   |       | Crédit Agricole                  | Frankreich         | 116    |
| 13.   |       | ag2r La Mondiale                 | Frankreich         | 115    |
| 14.   | −3    | Gerolsteiner                     | Deutschland        | 108    |
| 15.   |       | Bouygues Télécom                 | Frankreich         | 101    |
| 16.   |       | Cofidis, Le Crédit par Téléphone | Frankreich         | 083    |
| 17.   |       | Lampre                           | Italien            | 067    |
| 18.   |       | Team Milram                      | Deutschland        | 062    |

| Platz | Diff. | Nation      | Punkte |
| ----- | ----- | ----------- | ------ |
| 01.   |       | Spanien     | 357    |
| 02.   |       | Italien     | 267    |
| 03.   |       | Deutschland | 226    |
| 4.    | +1    | Belgien     | 216    |
| 5.    | −1    | Frankreich  | 177    |
| 06.   |       | Australien  | 144    |
| 07.   |       | Tschechien  | 094    |
| 08.   |       | Luxemburg   | 094    |
| 09.   |       | Russland    | 087    |
| 10.   | +3    | Niederlande | 078    |